# Dr.-Ing. Siegfried Werth Stiftung
Die Dr.-Ing. Siegfried Werth Stiftung ist eine gemeinnützige Stiftung mit Sitz in Gießen. Sie fördert seit 1988 jährlich wissenschaftliche Arbeiten auf dem Gebiet der Messtechnik.

## Geschichte

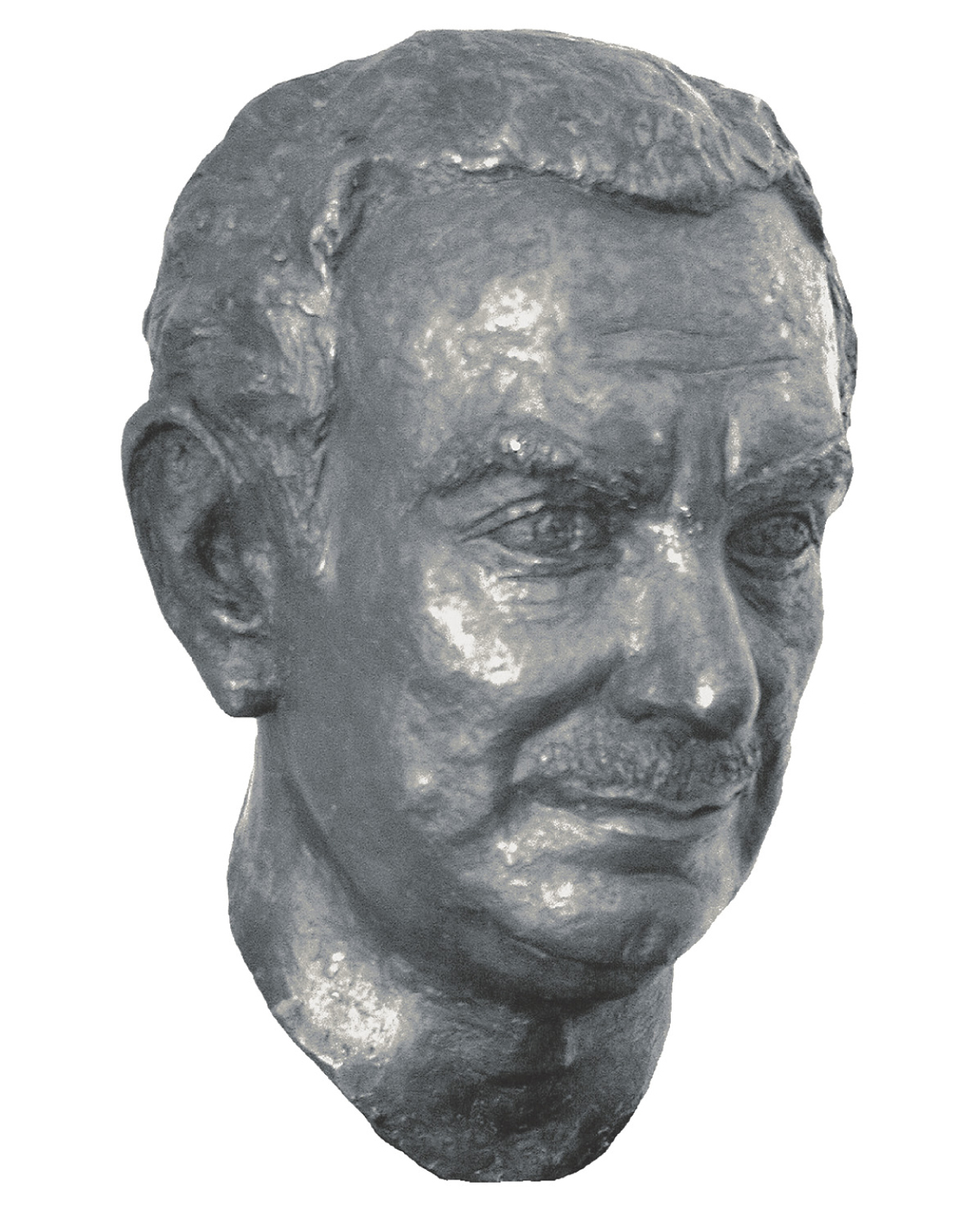
Siegfried Werth (1907–1982)

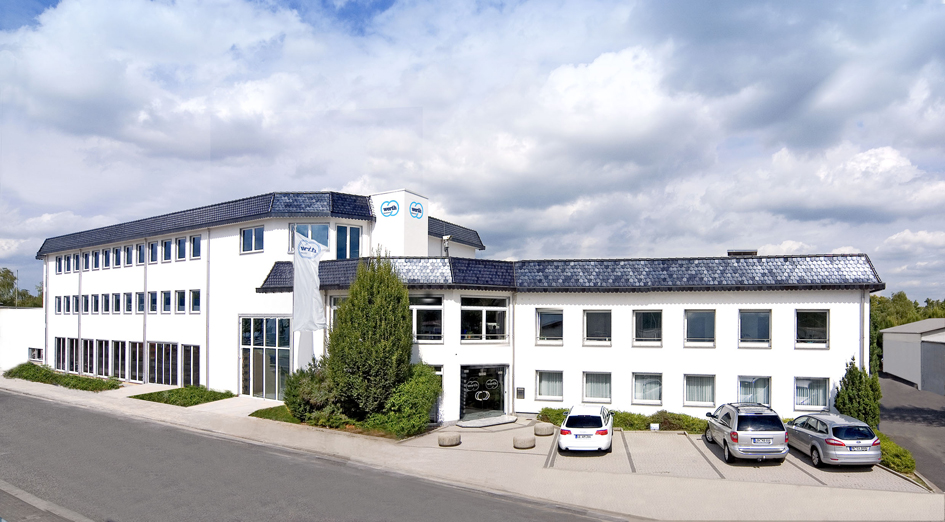
Unternehmensstandort der Werth Messtechnik GmbH und Sitz der Dr.-Ing. Siegfried Werth Stiftung in Gießen

Siegfried Werth gründete 1951 eine Apparate- und Maschinenbaufirma in Düsseldorf, die Messgeräte und Messprofilprojektoren herstellte. 1958 siedelte das Unternehmen nach Gießen um, wo eine neue Fertigungsstätte errichtet wurde. Heute firmiert die Gesellschaft unter Werth Messtechnik GmbH. Nach seinem Tod wurde von seiner Witwe, Maria Werth, zum Gedenken an das Lebenswerk ihres Mannes im Jahr 1987 eine zunächst nicht rechtsfähige Stiftung unter dem Namen Dr.- Ing. Siegfried Werth-Stiftung ins Leben gerufen, die 1995 in eine rechtsfähige, gemeinnützige Stiftung übergeleitet wurde. Sitz der Stiftung ist Gießen.

## Zweck
Ist die Förderung und Finanzierung wissenschaftlicher Arbeiten auf dem Gebiet der berührungslosen dimensionalen Messtechnik.
Der Stiftungszweck wird insbesondere durch die Prämierung von wissenschaftlichen Arbeiten von Nachwuchswissenschaftlern nach Erlangung des ersten akademischen Grades auf dem Gebiet der industriellen Messtechnik oder verwandten Gebieten oder durch Vergabe von Forschungsaufträgen einschließlich Promotionsvorhaben an begabte Nachwuchswissenschaftler erfüllt.

## Organ
Einziges Stiftungsorgan ist das Kuratorium. Ihm gehören vier ehrenamtliche Kuratoren an, aus deren Mitte der Vorsitzende des Kuratoriums für eine Amtszeit von 5 Jahren gewählt wird und der die Stiftung gemeinsam mit einem weiteren Mitglied in allen gerichtlichen wie auch außergerichtlichen Angelegenheiten vertritt.

## Preisträger und Geförderte
Entsprechend dem Stiftungszweck wurden folgende junge Wissenschaftler mit Preisen der Dr.-Ing. Siegfried Werth Stiftung ausgezeichnet, oder ihre wissenschaftliche Entwicklung durch Stipendien gefördert:
- 2021 Patrick Steidl, Technische Hochschule Mittelhessen

Preis für besonders gute Bachelorarbeiten
„Beiträge zur Entwicklung eines Röntgendetektors für Koordinatenmessgeräte mit Röntgen-Computertomografie“
- 2020 Julian Wittmann, Technische Hochschule Deggendorf

Preis für hervorragende Masterarbeiten
„Ermitteln eines 3D-Modells des Innenvolumens von Schuhen mit der Hilfe von Computertomographie Daten“
- 2020 Martin Heusinger, Friedrich-Schiller-Universität Jena (Physikalisch-Astronomische Fakultät)

Preis für hervorragende Dissertationen
„Untersuchungen zu deterministischem und stochastischem Streulicht in hocheffizienten binären Beugungsgittern“
- 2020 Maximilian Heck, Fraunhofer-Institut für Angewandte Optik und Feinmechanik IOF Jena

Preis für hervorragende Dissertationen
„Tailored light propagation by femtosecond pulse written long period fiber gratings“
- 2020 Silvan Othmar Ammann und Gilson Orlando, Interstaatliche Hochschule für Technik Buchs (NTB)

Preis für hervorragende Dissertationen
„Pattern Illumination for Lightfield Camera“
- 2019 Henrik Sprankel, Technische Hochschule Mittelhessen

Preis für besonders gute Bachelorarbeiten
„Einflussgrößen auf die Längenmessabweichung bei der Koordinatenmessung mit Röntgen-Computertomografie“
- 2019 Klaus Bergner, Fraunhofer-Institut für Angewandte Optik und Feinmechanik IOF Jena

Preis für hervorragende Dissertationen
„Zeit- und ortsaufgelöste Analyse der Wechselwirkung intensiver ultrakurzer Laserpulse mit Gläsern“
- 2019 Joscha Maier, Deutsches Krebsforschungszentrum Heidelberg

Preis für hervorragende Dissertationen
„Artifact Correction and Real-Time Scatter Estimation for X-Ray Computed Tomography in Industrial Metrology“
- 2019 Sina Saravi, Friedrich-Schiller-Universität Jena

Preis für besonders gute Bachelorarbeiten
„Photon-pair generation in photonic crystal waveguides“
- 2018 Robert Kuschmierz, Technische Universität Dresden

Preis für hervorragende Dissertationen
„Interferometrische Lasersensoren zur dreidimensionalen, in-situ Formvermessung rotierender Körper“
- 2018 Stefan Heist, Friedrich-Schiller-Universität Jena

Preis für hervorragende Dissertationen
„Hochgeschwindigkeits-3D Formvermessung mittels aperiodischer Sinus-Muster“
- 2017 Marc Fischer, Technische Universität Braunschweig

Preis für hervorragende Dissertationen
„Deflektometrie in Transmission – Ein neues Messverfahren zur Erfassung der Geometrie asphärischer refraktiver Optiken“
- 2017 Anton Sigl, Technische Hochschule Deggendorf

Preis für besonders gute Bachelorarbeiten
„Konstruktion und Bau eines modularen CT-Systems für Mikro- und Sub-µ-Anwendungen“
- 2016 Angela Klein, Friedrich-Schiller-Universität Jena

Preis für hervorragende Dissertationen
„Scanning Near-Field Optical Microscopy: From Single-Tip to Dual-Tip Operation“
- 2016 Ruedi Jung, Friedrich-Alexander-Universität Erlangen-Nürnberg

Preis für hervorragende Masterarbeiten
„Untersuchungen zur Auswirkung verschiedener Einflussgrößen auf dimensionelle Computertomographie-Messungen“
- 2015 Lizhuo Chen, Friedrich-Alexander-Universität Erlangen-Nürnberg

Preis für hervorragende Dissertationen
„Light Refractive Tomography for Noninvasive Ultrasound Measurements in Various Media“
- 2015 Wito Hartmann, Friedrich-Alexander-Universität Erlangen-Nürnberg

Preis für hervorragende Dissertationen
„Mess- und Auswertestrategien zur modellbasierten Bewertung funktionaler Eigenschaften mikrostrukturierter Oberflächen“
- 2015 Mario Salzinger, Technische Hochschule Deggendorf

Preis für besonders gute Bachelorarbeiten
„Untersuchung der Filtereigenschaften beim Messen mit industrieller Computertomographie im Vergleich mit taktilen Messsystemen“
- 2015 Michael Zürch, Friedrich-Schiller-Universität Jena

Preis für hervorragende Dissertationen
„High-Resolution Extreme Ultraviolet Microscopy“
- 2014 Julia Kroll, Fraunhofer-Institut für Produktionstechnik und Automatisierung

Preis für hervorragende Dissertationen
„Aufgabenangepasste, kontrollierte Oberflächenextraktion aus 3D-Computertomographiedaten“
- 2014 Sebastian Pollmanns, Lehrstuhl für Fertigungsmesstechnik und Qualitätsmanagement, Werkzeugmaschinenlabor WZL der RWTH Aachen

Preis für hervorragende Dissertationen
„Bestimmung von Unsicherheitsbeiträgen bei medizinischen Computertomografiemessungen für die bildbasierte navigierte Chirurgie“
- 2014 Marcus Große, Friedrich-Schiller-Universität Jena

Preis für hervorragende Dissertationen
„Untersuchungen zur korrelationsbasierten Punktzuordnung in der stereophotogrammetrischen 3D-Objektvermessung unter Verwendung von Sequenzen strukturierter Beleuchtung“
- 2014 Nicolai-Andre Brill, Fraunhofer-Institut für Produktionstechnologie IPT, Aachen

Preis für hervorragende Masterarbeiten
„Entwicklung eines polarisationssensitiven optischen Kohärenztomographie (OCT) Systems zur Echtzeitmessung semitransparenter Materialien“
- 2013 Carl Alexander Schuler, Friedrich-Alexander-Universität Erlangen-Nürnberg

Preis für hervorragende Dissertationen
„Erweiterung der Einsatzgrenzen von Sensoren für die Mikro- und Nanomesstechnik durch dynamische Sensornachführung unter Anwendung nanometeraufgelöster elektrischer Nahfeldwechselwirkung“
- 2013 Jens Thomas, Friedrich-Schiller-Universität Jena

Preis für hervorragende Dissertationen
„Mode control with ultra-short pulse written fiber Bragg gratings“
- 2013 Johanna Witte, Friedrich-Alexander-Universität Erlangen-Nürnberg

Preis für besonders gute Studienarbeiten
„Konzept zur Messung tiefliegender Sacklochdurchmesser“
- 2012 Philipp Krämer, Friedrich-Alexander-Universität Erlangen-Nürnberg

Preis für hervorragende Dissertationen
„Simulationsgestützte Abschätzung der Genauigkeit von Messungen mit Röntgen-Computertomographie“
- 2012 Martin Peterek, Rheinisch-Westfälische Technische Hochschule Aachen

Preis für hervorragende Diplomarbeiten
„Machine-Vision-Integration zur prozessfähigen Automatisierung der Handhabung von CFK-Halbzeugen“
- 2012 Ekaterina Pshenay-Severin, Friedrich-Schiller-Universität Jena

Preis für hervorragende Dissertationen
„Design, Realisierung und Charakterisierung von optischen Metamaterialien mit negativer Brechzahl“
- 2012 Jan-Hinrich Eggers, Technische Universität Braunschweig

Preis für hervorragende Diplomarbeiten
„Entwicklung der Beleuchtungsoptik einer Mikrostreifenprojektionseinheit“
- 2012 Florian Flad, Friedrich-Alexander-Universität Erlangen-Nürnberg

Preis für hervorragende Studienarbeiten
„Validierung einer Messunsicherheitssimulation für Röntgen-Computertomographie“
- 2011 Marco Hornung, Friedrich-Schiller-Universität Jena

Preis für hervorragende Dissertationen
„Mosaik-Gitter-Kompressor für Femtosekunden-Laserimpulse hoher Energie“
- 2010 Daniel Weigel, Friedrich-Schiller-Universität Jena

Preis für hervorragende Master- bzw. Diplomarbeiten
„Auflösungssteigerung bei optischen Rastermikroskopen mit Hilfe eines bildinvertierenden Interferometers“
- 2008 Andreas Gläser, Westsächsische Hochschule Zwickau

- Promotionsstipendium - 
- 2006 Jens Pannekamp, Fraunhofer IPA, Stuttgart

Preis für Adaptive Verfahren zur Bewertung texturierter Oberflächen"
- 2005 Marcus Petz, Technische Universität Braunschweig

Preis für „Rasterreflexions-Photogrammetrie zur Messung spiegelnder Oberflächen“
- 2003 Bodo Rosenhahn, Christian-Albrechts-Universität zu Kiel

Preis für „Pose Estimation Revisited“
- 2001 Simon Winkelbach, Technische Universität Braunschweig

Marcus Jacob, Fachhochschule Jena
Oliver Gächter / Roger Caviezel, Hochschule für Technik Buchs, Schweiz
Sonderpreise zum 50-jährigen Firmenjubiläum der Werth Messtechnik GmbH
- 2000 Horst Konstantin Mischo, Fraunhofer-Institut Aachen

Preis für „Das Virtuelle Interferometer – Modellgestützte Optimierung“
Thomas Luhmann, Fachhochschule Odenburg
Sonderpreis für „Nahbereichs-Photogrammetrie“
- 1998 Ralph Peter Knorpp, Fraunhofer-Institut, Stuttgart

Preis für „Formleitlinien für die Flächenrückführung Extraktion von Kanten und Radiusauslauflinien aus unstrukturierten 3D-Meßpunktmengen“
- 1996 Edgar Reiner Fischer, Universität Stuttgart

Preis für„Doppelheterdoyn-Interferometrie zur Profil- und Abstandsmessung an optisch rauhen Oberflächen“
- 1994 Christian Troll / Uwe Kipping, TU Chemnitz-Zwickau

Preis für „Transformationsmeßsysteme mit Auswertung von Strichcodestrukturen zur absoluten Weg- und Winkelmessung“
- 1991 Thomas Sefker, Universität GHS Essen

Preis für „Verallgemeinerte Darstellung des Verhaltens isothermer Freistrahlen“
- 1990 Reimar Lenz, TU München

Preis für „Entwicklung einer hochauflösenden CCD-Kamera mit programmierbarer Auflösung“
- 1988 Wolfgang Rauh, Fraunhofer IPA, Stuttgart

Preis für„Integration der Bildverarbeitung in Profilprojektoren“